# Thomas Edmondston
Thomas Edmondston (1825, Buness, Shetland - 1846, en Sua, Atacama, Ecuador) fue un botánico escocés.
Dejó su cargo de profesor de botánica en la Universidad de Anderson en Glasgow (ahora Universidad de Strathclyde), para embarcar como naturalista a bordo del HMS Herald para explorar la costa de América desde 1845 a 1848. Edmonston murió accidentalmente en 1846, por un disparo de un arma de fuego sin descargar en el Ecuador.
Es el autor de ... List of Phanerogamous Plants...observed in the Shetland Islands (1841), Additions to the Phaenogamic Flora of Ten miles around Edinburgh (1843), The Fauna of Shetland (1844) y The Flora of Shetland (1845).

## Algunas publicaciones

### Libros
- A flora of Shetland: Comprehending a list of the flowering and cryptogamic plants of the Shetland Islands, with remarks on their topography, geology, and climate. G. Clark & Son, Aberdeen 1845

- - Flora der shetlänischen Inseln. En los extractos de Dr. Beilschmied. En Flora oder Allgemeine Botanische Zeitung. Nueva Serie 5 (23): 361–369 21 de junio de 1847

### Artículos de revistas
The Phytologist. Una popular miscelánea botánica
- Additions to the Phaenogamic Flora of Ten miles around Edinburgh. En The Phytologist 1 (19): 405–407, 1843, y 455–457 (en línea)

- Note on Hierochloe borealis. En The Phytologist 1 (21): 491, 1843 (en línea)

- On the Hygrometric Qualities of the Setae of Mosses. En The Phytologist 1 (21): 491, 1843 (en línea)

- Notice of a new British Cerastium. En The Phytologist 1 (22): 497–500, 1843 (en línea)

- Correction of an error in Mr. Edmonston's List of Edinburgh Plants. En The Phytologist 1: 522, 1843 (en línea)

- Note on the Formation of a Herbarium. En The Phytologist 1 (27): 675–676, 1843 (en línea)

- Note on drying Plants for the Herbarium. En The Phytologist 1 (27): 676–677, 1843 (en línea)

- Note on Cerastium latifolium. En The Phytologist 1 ( 27): 677–678, 1843 (en línea)

- Remarks on Botanical Classification. En The Phytologist 1 (30): 759–760, 1843 (en línea)

- Shetland localityfor Cynosurus echinatus. En The Phytologist 1 (30): 772, 1843 (en línea)

- Note on Veronica triphyllos. En The Phytologist 1: 904, 1844 (en línea)

- Villarsia nymphceoides. En The Phytologist 1: 904–905, 1844 (en línea)

- Carex hoemiinghausiana. En The Phytologist 1: 905, 1844 (en línea)

- Note on Cetraria sepincola. En The Phytologist 1: 905–906, 1844 (en línea)

- Remarks on Dr. Ayres' opinion of the Vaucheriae. En The Phytologist 1: 906–907, 1844 (en línea)

- Note on Equisetum umhrosum. En The Phytologist 1: 907, 1844 (en línea)

- Further Remarks on Botanical Classification. En The Phytologist 1 (37): 977–982, 1844 (en línea)

- Notes on British Mosses. En The Phytologist 1 (39): 1033–1036, 1844 (en línea)

- A few Parting Notes. En The Phytologist 2: 182-184, 1845 (en línea)

- Extract of a letterfrom the late Mr. Edmondston to Mr. Sidebotham. En The Phytologist 2: 590–591, 1846 (en línea)

- Extract from a letterfrom the late Mr. Edymondston to the Rev. Mr. Hove, by whom it is communicated. En The Phytologist 2: 606–608, 1846 (en línea)

The Zoologist. Una popular miscelánea de Historia Natural
- Note on the capture of the Sea Eagle (Haliaetos albicilla) in Shetland. En The Zoologist 1: 36–39, 1843 (en línea)

- Note on the Northern Diver. En The Zoologist 1: 365, 1843 (en línea)

- The Fauna of Shetland. En The Zoologist 2: 459–467, 1844 (en línea)

- Additions to the Birds of Shetland. En The Zoologist 2: 551–552, 1844 (en línea)

- Note on the Voracity of Dytiscus marginalis. En The Zoologist 2: 701–702, 1844 (en línea)

Otras
- List of Plants observed in the Island of Unst, Shetland, during the summer of 1837. En: William Dawson Hooker. Notes on Norway. 2ª ed. G. Richardson, Glasgow 1839, pp. 111–117 (en línea)

- List of Phanerogamous Plants, together with the Cryptogemic Orders Filices, Equisetaceæ, and Lycopodiaceæ, observed in the Shetland Islands. En Annals and Magazine of Natural History 7: 287–295, 1841 (en línea)

## Literatura
- D. E. Allen: Edmondston, Thomas (1825–1846). En: H. C. G. Matthew, Brian Harrison (eds.) Oxford Dictionary of National Biography, from the earliest times to the year 2000 (ODNB), vol. 17 (Drysdale - Ekins), Oxford University Press, Oxford 2004, ISBN 0-19-861367-9, en línea, 2004 (Lizenz erforderlich) visto 4 de febrero de 2013 (inglés)

- Laurence Edmondston. The young Shetlander, or Shadow over the Sunshine: Being life and letters of Thomas Edmondston. Mould & Tod, Edinburgh 1868 (en línea)

- Roger Perry: Thomas Edmondston in Galapagos Islands. En Noticias de Galápagos 32: 23-25, 1980 (PDF)

- Biographical Sketch. En: C. F. Argyll Saxby (ed.) Edmonston's flora of Shetland: Comprehending a list of the prevalent wild-flowers, horse-tails, club-mosses and ferns of the Shetland Isles. 2ª ed. Oliphant, Anderson & Ferrier, Edimburgo/Londres 1903, pp. 11–34 (en línea)

- Frans Antonie Stafleu, Richard Sumner Cowan. Taxonomic literature. A selective guide to botanical publications and collections with dates, commentaries and types. Vol. 1: A–G, 2ª ed. Utrecht 1976, ISBN 90-313-0225-2, pp. 723 (en línea)

Obituarios
- Death of Mr. Thomas Edmondston. En The Phytologist 2: 580, 1845 (en línea)

- Thomas Edmondston. En Bonplandia 1: 4-5, 1853 (en línea)

- Obituary, Mr. Thomas Edmondston. En Annals and Magazine of Natural History 18 (117): 138-142, 1856, (en línea)

## Honores

### Eponimia
Género
- (Violaceae) Edmonstonia Seem.[1]

Especies
- (Caryophyllaceae) Cerastium edmondstonii (Edmondston) Murb. & Ostenf.[2]

- (Plantaginaceae) Plantago edmondstonii Druce[3]

- (Solanaceae) Solanum edmondstonii Hook.f.[4]
- La abreviatura «Edmondston» se emplea para indicar a Thomas Edmondston como autoridad en la descripción y clasificación científica de los vegetales.[5]